# Sociální politika
Pojem sociální politika lze na jedné straně chápat jako cílevědomé úsilí státu o fungování sociálního systému, či činnost státu ovlivňující sociální realitu, na straně druhé jako obor vědního a studijního zájmu.
V užším slova smyslu může být sociální politika vnímána jako soubor aktivit, nástrojů a opatření, jejichž smyslem je reakce na nepříznivé sociální události, jako jsou stáří, nemoc, invalidita, nezaměstnanost či chudoba. V praxi se jedná o systém sociálních programů, dávek a zdravotního či sociálního pojištění. O jejím rozsahu a charakteru rozhodují zejména zákonodárci a Ministerstvo práce a sociálních věcí. Dále ji krom státu spoluutváří nadnárodní neziskové organizace jako třeba ADRA či UNICEF v České republice se na pomoci výrazně podílejí organizace jako například Charita Česká republika či Člověk v tísni.
V širším slova smyslu je to způsob, jakým naplňujeme podstatu sociálního státu. Cílem sociální politiky je vytváření důstojných životních podmínek pro všechny občany a prosazování hodnot spravedlnosti, rovnosti a solidarity.
Sociální politika spadá do veřejné politiky, jejímž předmětem je sociální oblast.

## Koncepce sociální politiky

### Přístupy
Z hlediska přístupů k řešení sociálních problémů lze rozlišit dva typy sociální politiky. První přístupem je aktivní (perspektivní) sociální politika, která se vyznačuje snahou o předcházení vzniku sociálních problémů a přijímání preventivních opatření. Těch lze dosáhnout jednak systémovou změnou sociální politiky nebo také intervencí. Pasivní (retrospektivní) politika se zaměřuje na řešení již vzniklých sociálních problémů. Její povaha je vždy intervencionistická.

### Principy sociální politiky

#### Princip spravedlnosti
Pojem spravedlnost lze chápat různými způsoby. Například český ekonom Josef Macek definuje sociální spravedlnost jako „největší štěstí největšího počtu“. Obecně tento přístup nazýváme Utilitarismus. Obecně nelze hovořit o sociální spravedlnosti jako o absolutní kategorii, jednoznačně vymezitelnou nějakou definicí. Podle své ideologické orientace autoři uplatňují různá dílčí hlediska a přístupy.
Liberálové se kloní k zásadě odměňování podle výkonu zásluh daného jednotlivce. Podle významného liberálního ekonoma Friedricha Hayeka „pojem sociální spravedlnosti nemá smysl, pokud pravidla nikdo nevytvořil, ale jsou přirozená, protože nespravedlnost není komu vytknout; je to jako prohra nebo výhra ve hře“. Socialisté naopak zdůrazňují společenskou rovnost, která přispívá ke stabilitě společnosti jako celku. Tomuto přístupu je blízký také koncept sociálních práv britského sociologa Thomase Marshalla. Koncept rovnosti příjmů jako záruky společenského souladu je v současné době nahrazován zásadou rovnosti příležitostí, která se projevuje například rozsáhlou antidiskriminační legislativou.

#### Princip solidarity
Masarykův slovník naučný uvádí: „Solidarita je etickým příkazem, neboť člověk je dlužníkem společnosti, a zříká-li se svých práv a privilegií ve shodě s ideou solidarity, je to jen splacení dluhu za prospěch, který skýtá společnost jednotlivci.“ Z hlediska sociální politiky lze rozdělit solidaritu spontánní či dobrovolnou a solidaritu vynucenou, nedobrovolnou. Dobrovolná solidarita je realizována prostřednictvím různých nestátních neziskových organizací, nadací či charit a financována z dobrovolných příspěvků. Tento typ solidarity bude pravděpodobně s krizí sociálního státu nabývat na významu. Nedobrovolná neboli vynucená solidarita je realizována státními institucemi a financována z platby daní a povinného veřejného pojištění. Tento typ solidarity je základem státní sociální politiky.

#### Princip subsidiarity
Podstatou principu subsidiarity je myšlenka, že nejefektivnější je řešit problémy přímo v jejich jádru, v tomto případě tedy na co nejnižší úrovni veřejné správy. Vyšší instance by měly rozhodovat pouze pokud to povaha věci vyžaduje. Princip subsidiarity je také možno interpretovat tak, že každý je povinen nejdříve pomoci sám sobě, nemá-li tuto možnost, měla by mu pomoci rodina či jiné společenství. Teprve na posledním místě je k pomoci vyzýván stát. Zájmem státu je primárně vytváření podmínek, které umožní, aby si každý občan mohl pomoci sám. Naopak pomoc jednotlivci je na posledním místě až po vyčerpání ostatních možnosti.

#### Princip participace
V demokratickém státě by občané měli mít právo účastnit se procesu tvorby a realizace opatření, která se jich týkají. Účast na tomto rozhodování má v ideálním případě za důsledek větší míru ztotožnění s politikou státu. Bez ztotožnění se lidí s opatřeními, která mají být v rámci sociální politiky vykonána, budou efekty těchto opatření velmi omezené, nebo dojde k nárůstu zneužívání těchto opatření atd.

### Funkce
- Ochranná funkce spočívá v řešení již vzniklých nepříznivých sociálních situací či odstranění jejich negativních důsledků.
- Preventivní funkce spočívá ve snaze předcházet rizikovým situacím. Je zřetelná především ve vzdělávací a zdravotní politice.
- Stimulační funkce spočívá ve snaze podněcovat žádoucí sociální jednání skupin a jednotlivců. Ve většině případů je totiž levnější a efektivnější problémům předcházet, než je dodatečně řešit. Například, je mnohem výhodnější realizovat program preventivních prohlídek, než hradit pozdní nákladnou léčbu. Dále v oblasti zaměstnanosti je pro stát výhodnější vytvářet co nejlepší podmínky pro tvorbu nových pracovních míst a zlepšení situace na trhu práce, než hradit nákladnou pasivní pomoc nezaměstnaným formou vyplácení podpor atd.
- Přerozdělovací funkce jde o nejvýznamnější funkci sociální politiky. Uskutečňuje se výběrem daní a rozdělováním dávek a důchodů. Tato funkce určuje podíl jednotlivců na výsledku ekonomické činnosti a na společenském bohatství. Stát by měl v ideálním případě usilovat a zajištění důstojných životních podmínek všem občanům a snažit se zajistit rovné šance. Přerozdělovací funkce je založena na principu klesajícího mezního užitku, kdy přerozdělování od bohatých občanů k chudým povede k většímu celkovému blahobytu ve společnosti.[5] Problematické bývá stanovit optimální míru redistribuce, tedy takovou míru, která bude efektivní pro společnost a současně bude považována za spravedlivou. Tato optimální míra bývá v každé zemi či společnosti vnímána rozdílně, v závislosti na řadě konkrétních podmínek jako jsou ekonomická vyspělost, citlivost k sociálním problémům či politická stabilita. Politici by však vždy měli respektovat fakt, že příliš vysoká míra přerozdělování oslabuje podněty k práci a podnikání a naopak příliš nízká míra přerozdělování může oslabit stabilitu a rozvojové možnosti společnosti.[6]
- Homogenizační funkce spočívá ve snaze o zmenšování společenské nerovnosti v dané společnosti. Směřuje ke společnosti, která poskytuje stejné šance na vzdělání, práci a zdravotní péči všem občanům bez výjimky. Praktickým vyjádřením této funkce je například institut životního minima.

## Realizace sociální politiky

### Objekty sociální politiky
Objekty sociální politiky jsou ti, na které je tato politika zaměřena a kteří z ní mají prospěch. Jsou jimi jednotlivci, rodiny nebo skupiny osob. Jednotlivec je objektem sociální politiky buď pro svou účast v systému (přihlásil se, je formálně členem, platil příspěvky atp.), nebo pro svou potřebu (je chudý, nemajetný, nemocný atp.).
Podle převažující cílové skupiny lze vymezit tři formy sociální politiky:
- Objektem sociální politiky jsou chudí: Jde o liberální pojetí sociální politiky. Státní pomoc je v tomto systému určena pouze pro ty, kteří nemohou uspět na trhu práce a má především vytvářet podmínky, které brání jejich vyloučení ze společnosti a motivují k návratu na trh práce. V současné době je toto zaměření sociální politiky realizováno pomocí adresných dávek sociální pomoci vycházejících z testování příjmů a majetku.
- Objektem sociální politiky jsou pracující: Tento přístup je založen na systému sociálního pojištění. Hlavním cílem je náhrada příjmu v případě jeho ztráty. Tento systém předpokládá rozhodující roli průmyslu v národním hospodářství a zaměstnanosti.
- Objektem sociální politiky jsou občané: Vychází z koncepce sociálního občanství britského sociologa Marshalla (1950), které do kontextu lidských práv zařazuje i práva sociální. V systému sociálního zabezpečení je status občana zabezpečován formou univerzálních dávek, které jsou určeny specifickým sociálním skupinám (např. rodinám s dětmi). Podstatným rysem tohoto systému je také uplatňování všeobecného přístupu ke vzdělání, zdravotní péči a sociálnímu bydlení.

### Aktéři sociální politiky
Aktéři (subjekty) sociální politiky vymezují a řídí sociální politiku. Nejdůležitějším aktérem sociální politiky je stát, dalšími aktéry jsou územně správní celky v Česku jde o kraje a obce. Z nestátních aktérů jde především o zaměstnavatele a jejich svazy a odborové organizace zaměstnanců. Dalšími aktéry sociální politiky jsou místní komunity, neziskové nevládní organizace a církve. Významnými aktéry jsou také mezinárodní organizace, jako je Evropská unie, UNICEF nebo ILO.

#### Stát
Stát je významným aktérem sociální politiky a určuje prostor pro působení ostatních subjektů. Významný vliv na jeho politickou koncepci mají jednak mezinárodní ekonomická situace a ekonomická úroveň země, politická a demografická situace a také tradice a hodnoty dané země. Sociální politika státu je realizována mocí zákonodárnou a mocí výkonnou. Parlament tvoří koncepci a legislativní rámec sociální politiky a reguluje ostatní aktéry sociální politiky. Vláda a správní orgány zodpovídají za realizaci konkrétní sociální politiky v daném čase. V České republice je ústředním orgánem zodpovídajícím za realizaci sociální politiky Ministerstvo práce a sociálních věcí.

##### Typy sociální politiky
V každé konkrétní zemi je sociální politika výsledkem kombinace několika typů. Každý z těchto typů charakterizuje určitý ideologický koncept. Ve vyspělých zemích od z 80. let 20. století rozlišujeme:
- Redistributivní (sociálně demokratický) typ: Centrální myšlenkou tohoto typu sociální politiky je vnímání potřeb lidí jako sociálních práv. Pro tento typ sociální politiky je typická dominantní role státu a velký rozsah redistribuce, aktivita nestátních subjektů je omezená. Sociální politika je zaměřena na celou populaci daného státu.
- Pracovně výkonový (konzervativní) typ: Sociální potřeby mají být uspokojovány na základě příjmu a zásluh. Jeho základem je systém sociálního pojištění. Míra přerozdělení je nižší než u typu redistributivního. Stát garantuje pouze sociální minima. Větší roli v sociální politice hrají nestátní organizace.
- Reziduální (liberální) typ: Minimální role státu v sociální politice. V tomu typu je kladen důraz na individuální odpovědnost a práci jedince. Aktivita nestátních subjektů je při této politice stěžejní.

#### Zaměstnavatelé
Zaměstnavatelé jsou povinní realizovat legislativní požadavky státu ve vztahu k bezpečnosti práce, pracovní době, odměňování a smluvní vztah k zaměstnancům. Také přispívají do systému sociálního zabezpečení tím, že odvádějí daně a příspěvky na sociální a zdravotní pojištění svých zaměstnanců. Kromě toho mohou provádět vlastní sociální politiku.

#### Odbory a profesní svazy
Odborové organizace hrají významnou roli při kolektivním vyjednávání odměňovaní zaměstnanců. V některých zemích vedou odbory vlastní penzijní fondy, čímž přispívají k sociálnímu zabezpečení.

#### Občanská společnost
Sociální politika realizovaná skrze tyto subjekty je založena na nevynucené solidaritě a vyplňuje prostor, v němž stát nemůže úspěšně zasahovat. Také církve mají významnou roli v oblasti mravní, v péči o zdraví, o hendikepované obyvatelstvo, v oblasti výchovné, vzdělávací a charitativní.

### Obce
Obce vyplácejí některé sociální dávky a výrazně se spolupodílejí na bytové politice státu.

### Faktory ovlivňující sociální politiku

#### Ekonomická situace a vyspělost
Aktuální ekonomická situace i míra ekonomické vyspělosti státu mají výrazný vliv na rozsah sociální politiky. Sociální politika a ekonomická situace jsou navzájem provázány. Ekonomická opatření mají sociální dopady a zároveň zásahy do sociální sféry mají ekonomický efekt. Obecně platí, že bohatší státy mají ve většině případů štědřejší sociální politiku. Z hlediska ekonomie existují dva hlavní pohledy na sociální politiku. Zatímco liberálové vnímají sociální politiku jako nákladovou záležitost, která stát zatěžuje, Keynesiánci zdůrazňují pozitivní vliv přerozdělování na celkový růst poptávky.

#### Demografická situace
Demografickým faktorům je věnována značná pozornost, jelikož populace v západních zemí stárnou. Na jedné straně se neustále prodlužuje věk dožití a na druhé straně klesá natalita. Mění se tedy poměr ekonomicky aktivních a neaktivních obyvatel. Tento trend má za následek růst sociálních výdajů, čímž často vznikají nejasnosti ohledně udržitelnosti aktuálních důchodových systémů v jednotlivých státech.

#### Hodnoty dané země
Hodnotový systém a kulturní zvyklosti občanů dané země se promítá do rozhodnutí politiků. Pomocí hodnot hledáme odpovědi na otázky jako kdo si zaslouží jakou míru pomoci a kolik prostředků je společnost ochotna vynaložit. Hodnotové rozdíly můžeme pozorovat například v rozdílných koncepcích evropské a americké sociální politiky. Evropská tradice je spojena s katolickou etikou zdůrazňující především společenství, sounáležitost a solidaritu. Většina průmyslově vyspělých evropských zemí zdůrazňuje předcházení sociálním problémům včetně chudoby pomocí prostředků a nástrojů, jako jsou národní zdravotní systémy, extenzivní bytové programy, systémy dětských či rodinných přídavků apod. Průmyslově vyspělé evropské státy považují univerzální sociální programy za nejlepší způsob prevence sociálních problémů. Tyto země v porovnání s USA v daleko menší míře používají testy majetkových poměrů. Univerzální programy jsou nejen efektivnější v prevenci sociálních problémů, ale všeobecně mají širší podporu veřejnosti.

### Nástroje sociální politiky[7]
- Právní normy - právo definuje podmínky činností a vzájemných vztahů jednotlivců i institucí, například se jedná o nařízení Vlády ČR a vyhlášky ministerstev.
- Ekonomické nástroje – opatření, směřující k ovlivňování a přerozdělování disponibilních zdrojů (finančních, lidských a věcných), tak aby bylo dosaženo stanovených cílů
  - Fiskální nástroje – ve formě transferů na jedné straně a úlevy na straně druhé, které se poskytují různým cílovým skupinám obyvatelstva
  - Úvěrové nástroje – poskytování různých zvýhodněných půjček pro ovlivnění různých sociálních situací či událostí zájmových skupin obyvatelstva
  - Cenová politika– ve formě dekomodifikace vybraných statků a služeb, nebo ve formě cenové regulace vybraných statků a služeb
- Sociální dokumenty - jako jsou koncepce, plány, programy a projekty organizací a institucí, jimiž se stanovují cíle sociální politiky a způsoby jejich dosahování
- Nátlakové akce - které se někdy užívají k prosazování zájmů některých sociálních skupin (např. stávky, petiční akce).[10]

### Oblasti sociální politiky
- Zdravotní politika - Zdravotní politiku utváří soustava orgánů, zdravotnických institucí a služeb, které zajišťují právo na ochranu zdraví, základním principem je právo na zdraví.
- Vzdělávací politika - Pro vzdělávací politiku je klíčové chápat principy a metody rozhodování vzdělávacích institucí. Toto rozhodování zahrnuje stanovení strategických cílů rozvoje vzdělávání, tvorbu legislativního rámce vzdělávacích institucí, a optimální způsob financování.
- Bytová politika - Bytovou politiku lze charakterizovat jako systém podpor, iniciativ a přímých zásahů státu na bytovém trhu. Stát by měl podporovat dostupnost důstojného bydlení pro většinu obyvatel.
- Politika zaměstnanosti -Cílem politiky v oblasti zaměstnanosti je udržovat nezaměstnanost na optimálně nízké hladině, podporovat aktuálně nezaměstnané a usilovat o tvorbu nových pracovních pozic.
- Rodinná politika - Rodinná politika je vědomé a cílené působení veřejných institucí na právní, ekonomický a sociální stav rodiny, na její členy a prostředí, ve většině zemích ji chápeme jako podporu poskytovanou rodinám s dětmi v rámci systému sociální politiky( pojištění, daně, dávky, služby).

## Historie sociální politiky
Ustanovení sociální politiky jako oboru a záměrné praktické činnosti spadá stejně jako počátek sociální práce do druhé poloviny 19. st. Přesto kořeny sociální politiky lze vysledovat až do období pravěku, písemné doklady pak do období starověku.

#### Pravěk
Roli státu (péče o staré a nemocné) v minulosti zastávala rodina, rod či kmen. Lidé utvářeli soběstačná společenstva o menším počtu členů, která vzájemně spolupracovala a pociťovala vzájemnou sounáležitost a solidaritu.

#### Starověk
Už ve starověku lze najít zákony a spolky indikující solidaritu a kooperující společnost, státy často podporovaly vysloužilé vojáky či vdovy. Například v Chamurappiho zákoníku je ukotvena sociální podpora vojáků. V Římě vznikaly řemeslné spolky, stát pomáhal nemocným, vdovám i sirotkům.

#### Středověk
Ve středověku hrála klíčovou roli církev, která provozovala sirotčince a špitály. Někteří feudálové nabízeli pomoc svým poddaným ve stáří. Záchytným bodem byla v některých případech také obec, primární sociální jednotkou však stále byla rodina. Vznikaly první cechy, které nabízely například sirotčí důchody.

#### Novověk
Průmyslová revoluce přinesla výrazné sociální nerovnosti a problémy, které byly impulsem pro rozvoj sociální politiky v dnešním slova smyslu. Od 80. let 19. st. tedy můžeme hovořit o skutečné sociální politice. Za historického průkopníka tohoto oboru lze považovat například Otto von Bismarcka, který zavedl povinné sociální a zdravotní pojištění, nebo Lorda Williama Beveridge, který zavedl pojištění v nezaměstnanosti či existenční minimum.

## Historie sociální politiky v Čechách
Fázi první republiky lze považovat za období rozmachu sociální politiky. Byla zavedena osmihodinová pracovní doba, zřízeno ministerstvo sociálních věcí či ústřední sociální pojišťovna. Ještě před vznikem první republiky byl v roce 1913 založen Jedličkův ústav, zařízení pro děti a mládež s tělesným postižením.
Tento rozvoj se následně zbrzdil ve důsledku hospodářské krize ve dvacátých letech. Ve třicátých letech se nadále posilovala účast státu na řešení sociálních problémů a vznikaly organizace jako například Červený kříž či Armáda spásy. V padesátých letech proběhla rozsáhlá reforma pojištění. V sedmdesátých letech stojí za zmínku rozšířená podpora rodin, v jejímž důsledku výrazně vzrostla natalita. Generaci takto narozených dětí označujeme jako Husákovy děti.

## Rodina v moderní společnosti
Problém harmonizace rodiny a zaměstnání a s ní související otázka role sociální politiky při jeho řešení se v posledních letech dostává do centra zájmu společenských věd. Hlavními důvody jsou sociální změny v oblasti formování a života rodiny, proměny genderových vztahů, zvyšování účasti žen ve vzdělávání, na trhu práce a ve veřejné sféře, a to vše souběžně s hodnotovými posuny v (post)moderních společnostech. Tyto změny mají za důsledek snížení fertility v mnoha zemích hluboko pod míru prosté reprodukce, kdy se v důsledku toho zrychlil neočekávaným způsobem proces stárnutí společnosti již dříve nastartovaný prodlužující se průměrnou délkou života. Protože se tak výrazně zvyšuje podíl ekonomicky neaktivní populace, je nastolena potřeba vysoké účasti populace v produktivním věku na trhu práce – v zájmu udržení stability veřejných rozpočtů stejně jako adekvátní úrovně budoucích důchodů. Je přitom paradoxní, že pokud je růst zaměstnanosti žen spojován s druhou demografickou tranzicí, tedy s nižší fertilitou, pak tato snížená fertilita vyvolává další tlak na vyšší zaměstnanost žen, a to i v době kdy rodiny pečují o malé děti.